# 卡特林溪
卡特林溪（英語：Catlin Brook），是美国宾夕法尼亚州怀俄明县北支梅霍帕尼河的一条支流。 它大约有1.51.5英里（2.4）, 流经北支镇。这条河流的分水岭面积为1.16平方英里（3.0平方）。该小溪本身非常小且陡峭，并以极其难以接近的瀑布而闻名。

## 特征
卡特林溪起源于巴特利特山北部的一个不知名的湖泊。它向北流动了一小段距离，然后流入另一个未命名的湖泊。这条小溪随后向东北偏北转了几十英里，开始向下流入巴特利特山脉。随后它向北转了十分之一英里，然后穿过魔鬼之肘路（英語：Devil's Elbow Road），并到达山脚。在下游几十英里的地方，河流与北支流梅霍普尼河汇合。
卡特林溪加入北支流梅霍普尼河的地点，位于后者上游的5.27英里（8.48）位置。

## 水文学
卡特林溪没有被指定为受损水体。一年中这条溪流大部分时间都有水，但在夏季通常会变成涓涓细流。然而在2001年夏天，宾夕法尼亚州渔船委员会的生物学家在研究北部梅霍帕尼河流域时，发现这里已经干涸。

## 地理和地质学
卡特琳溪口附近海拔1,050英尺（320）。溪源头附近的海拔为海拔2,260英尺（690）。
卡特林溪是一条非常小且高度梯度的溪流，以193.5每（1,022英尺每英里）的速度下降。这使它成为北部梅霍普尼河命名支流中的最高梯度。
卡特林溪有一组称为卡特林瀑布。杰夫·米切尔（英語：Jeff Mitchell）在他的著作《徒步无尽的山脉》(徒步旅行) 中，描述其为宾夕法尼亚州瀑布的“圣杯”。虽然距离最近的公路只有1英里（1.6） ，但要进入它们却极其困难。米切尔称这一地区“险峻而崎岖”（英語：insanely steep and rugged）。除了有许多瀑布、巨石和悬崖外, 卡特林溪还经过许多悬崖峭壁。此外在冬季，在溪流的瀑布上可以形成蓝色冰柱，并一直持续到五月初。小溪的源头在一片潮湿草地上，水位高的时候，那里可能是一个又大又浅的池塘。此湿地高原被描述为具有“惊人的孤立感”。

## 分水岭和生物学
卡特林溪的分水岭面积为1.16平方英里（3.0平方） 。这条小溪完全位于美国地质调查局中詹宁斯维尔四分位中。它最后汇入北部梅霍帕尼河。
卡特林溪主要以北向方位经流林地。这条公路的总长度的20%为100（330英尺）以内，46%为300（980英尺）以内；52%为500（1,600英尺）以内。2000年，该流域的人口密度为每平方千米3人（每平方英里8人），为北梅霍普尼河流域人口密度最小的地区。它也被列为科尔德沃特渔场（英語：Coldwater Fishery）范围内。

## 历史与娱乐
1979年8月2日,卡特林溪被收录入地名信息系统，其标识符为1171345。
到达卡特林溪峡谷的地方尚未存在已知的徒步小径。尽管如此，由于这些瀑布对宾夕法尼亚州瀑布爱好者的意义重大，卡特林溪瀑布是杰夫·米切尔的《徒步无尽的山脉》中的一个主题。这是一个7-英里（11-）的徒步旅行，耗时5到8个小时。小溪上游位于宾夕法尼亚州第57号游乐场。
卡特林河的源头也是观鸟的合适地点。

## 相关
- 米勒布鲁克 (北梅霍普尼溪)（英语：Miller Brook (North Branch Mehoopany Creek)），北支梅霍帕尼河（英语：North Branch Mehoopany Creek）的另一支流
- 斯科塔溪（英语：Sciota Brook）
- 宾夕法尼亚州的河流（英语：List of rivers of Pennsylvania）